# Renodes
Renodes är ett släkte av fjärilar som förekommer i den neotropiska regionen (Sydamerika och Mellanamerika). Släktet innehåller ett tjugotal arter som räknas som nattfjärilar. Den som först beskrev släktet var Achille Guenée, 1852. Typarten är Renodes curvicosta.
Släktet Renodes tillhör systematiskt den stora överfamiljen Noctuoidea, vars inre systematik från omkring slutet av 1900-talet och fram till början av 2010-talet genomgick stora förändringar, efter fylogenetiska studier. I äldre systematik placerades släktet i familjen Noctuidae, men i modern systematik placeras släktet i familjen Erebidae. Sett till underfamilj placerade Poole 1989 släktet i underfamiljen Ophiderinae, som blev synonymiserad med Calpinae av Kitching och Rawlins i Kristensen (1999). Calpinae flyttades senare in under Erebidae. Sedan omkring början på 2010-talet (enligt Zahiri et al. 2010) placeras släktet i underfamiljen Eulepidotinae.

## Arter
Denna lista innehåller arter enligt The Global Lepidoptera Names Index (LepIndex). Vissa andra databaser kan lista ytterligare arter, vars namn i LepIndex är synonymer (främst då som provinsiellt erkända i Brasilien).
- Renodes aequalis Walker, 1865
- Renodes albilimbata Hampson, 1926
- Renodes apicosa Guenée, 1852
- Renodes brevipalpis Guenée, 1852
- Renodes brunnea Cramer, 1780
- Renodes chacma Schaus, 1901
- Renodes croceiceps Walk, 1865
- Renodes curvicosta Guenée, 1852
- Renodes curviluna (H. Druce, 1890)
- Renodes diffidens Schaus, 1901
- Renodes eupithecioides Walker, 1858
- Renodes flavilimbata Hampson, 1926
- Renodes fuscula Heyden, 1891
- Renodes liturata Walker, 1865
- Renodes moha Dognin, 1897
- Renodes nephrophora Wallengren, 1860
- Renodes nigrilinea Guenée, 1852
- Renodes phaeoscia Hampson, 1926
- Renodes subfixa Walker, 1865
- Renodes vulgaris Butler, 1879